# Ungerns Grand Prix 1999
Ungerns Grand Prix 1999 var det elfte av 16 lopp ingående i formel 1-VM 1999.

## Resultat
1. Mika Häkkinen, McLaren-Mercedes, 10 poäng
2. David Coulthard, McLaren-Mercedes, 6
3. Eddie Irvine, Ferrari, 4
4. Heinz-Harald Frentzen, Jordan-Mugen Honda, 3
5. Rubens Barrichello, Stewart-Ford, 2
6. Damon Hill, Jordan-Mugen Honda, 1
7. Alexander Wurz, Benetton-Playlife
8. Jarno Trulli, Prost-Peugeot
9. Ralf Schumacher, Williams-Supertec
10. Olivier Panis, Prost-Peugeot
11. Johnny Herbert, Stewart-Ford
12. Mika Salo, Ferrari
13. Ricardo Zonta, BAR-Supertec
14. Luca Badoer, Minardi-Ford
15. Pedro de la Rosa, Arrows
16. Jean Alesi, Sauber-Petronas (varv 74, bränsletryck)
17. Marc Gené, Minardi-Ford

### Förare som bröt loppet
- Jacques Villeneuve, BAR-Supertec (varv 60, koppling)
- Giancarlo Fisichella, Benetton-Playlife (52, motor)
- Toranosuke Takagi, Arrows (26, transmission)
- Pedro Diniz, Sauber-Petronas (19, snurrade av)
- Alessandro Zanardi, Williams-Supertec (10, differential)

## VM-ställning
| Förarmästerskapet 1. Eddie Irvine, Ferrari, 56 2. Mika Häkkinen, McLaren-Mercedes, 54 3. Heinz-Harald Frentzen, Jordan-Mugen Honda, 36 David Coulthard, McLaren-Mercedes, 36 | Konstruktörsmästerskapet 1. Ferrari, 94 2. McLaren-Mercedes, 90 3. Jordan-Mugen Honda, 42 |